# همه اینها توسط آزادی هنر محافظت شده‌است
همه اینها توسط آزادی هنر محافظت شده‌است (آلمانی: Das ist alles von der Kunstfreiheit gedeckt) نام یک ترانه از رپر آلمانی دنجر دن از انتیلوپن گنگ است که در چارت آلمان به رتبه ۲۵ رسید. این ترانه به سیاست‌مداران محافظه‌کار حمله کرده و در ادامه می‌گوید که چنین چیزی تحت حفاظت آزادی هنر ممکن است. 